# Koprenjak
Koprenjak (lat. Ligusticum), rod trajnica i niskih grmića iz porodice štitarki. U rod je uključivan znatan broj vrsta  rasprostranjenih po Europi, Aziji i Sjevernoj Americi, koje je potrtebno rasporediti po drugim rodovima. U Hrvatskoj raste sjajni koprenjak (L. lucidum, ; Domac, R., 1994., koprenjak bodljikasti (Hr), Schlosser, J.C.K.; Vukotinović, Lj., 1876.) i dinarski koprenjak (L. dinaricum)
Planinski koprenjak, Mutellina purpurea, ne pripada ovom rodu, a sinonim mu je Ligusticum mutellina.

## Vrste
1. Ligusticum scothicum L.

- Dvije sjevernoameričke vrste smještene ovdje na temelju molekularnih rezultata, odvojene od Ligusticuma:

1. Ligusticum canadense (L.) Britton[3]
2. Ligusticum porteri J.M.Coult. & Rose

- Ovdje navedene vrste tek trebaju biti raspoređene u druge rodove[4]:

1. Ligusticum afghanicum Rech.f.
2. Ligusticum albanicum Jáv.
3. Ligusticum calderi Mathias & Constance
4. Ligusticum californicum J.M.Coult. & Rose
5. Ligusticum canbyi J.M.Coult. & Rose
6. Ligusticum corsicum J.Gay
7. Ligusticum ferulaceum All.
8. Ligusticum filicinum S.Watson
9. Ligusticum goldmanii J.M.Coult. & Rose
10. Ligusticum gongshanense F.T.Pu, R.Li & H.Li
11. Ligusticum grayi J.M.Coult. & Rose
12. Ligusticum irramosum Rech.f. & Riedl
13. Ligusticum kiangsiense H.Wolff
14. Ligusticum kulingense H.Wolff
15. Ligusticum littledalei Fedde ex H.Wolff
16. Ligusticum nepalense D.Don
17. Ligusticum tenuifolium S.Watson
18. Ligusticum verticillatum (Geyer ex Hook.) J.M.Coult. & Rose
19. Ligusticum yunnanense F.T.Pu
20. Ligusticum yushuense Y.T.Pan

- Ligusticum delavayi Franch., vrstu treba ukloniti iz Ligusticuma na temelju molekularnih rezultata.[5]